# Geological Survey of California
Geological Survey of California (abreviado Bot. California) es un libro con ilustraciones y descripciones botánicas que fue escrito conjuntamente por William Henry Brewer, Sereno Watson y Asa Gray. Fue publicado en dos volúmenes en los años 1876 - 1880.